# Поєднувана купа
В інформатиці, поєднувана купа — абстрактний тип даних, який є купою, що підтримує операцію злиття.

## Визначення
Поєднувана купа підтримає такі звичайні для куп операції:
- Make-Heap(), створити нову купу.
- Insert(H,x), вставити елемент x у купу H.
- Min(H), повернути мінімальний елемент.
- Extract-Min(H), видалити мінімальний елемент з купи і повернути його.

А також одну додаткову, яка її вирізняє:
- Merge(H1,H2), створити і повернути нову купу, яка містить елементи з H1 і H2, ця операція знищує початкові купи.

## Тривіальне втілення
Реалізувати поєднувану купу із використанням простої купи нескладно:
1. Merge(H1,H2):
2. x ← Extract-Min(H2)
3. while x ≠ Nil
4. Insert(H1, x)
5. x ← Extract-Min(H2)

Однак така реалізація буде марнотратною, оскільки кожна операція Extract-Min(H) і Insert(H,x) зазвичай мають слідкувати за дотриманням властивості купи.

## Ефективніші реалізації
Приклади поєднуваних куп:
- Купа Фібоначчі
- Біноміальна купа
- Купа двійкування[en]